# Бунт на боилите (866)
Бунтът на боилите е бунт на български боили срещу княз Борис I заради това, че налага християнската религия в България. Съществуват различни датировки за бунта (както и за самото покръстване): според някои историци той е през 865, а според други – 866 г.

## Развитие
През 864 г. княз Борис I въвежда християнството в България. Изпраща пратеници в Константинопол, където са покръстени, а по-късно и той самият приема християнството. В страната постепенно започва да се разпространява новата вяра.
Част от прабългарската аристокрация обаче се противопоставя на това. Според някои защото според нея така прониква византийското влияние в страната. Князът е обвинен, че „дал лош закон“. Причините за бунта обаче се крият в предаността на тези боили към старите езически вярвания. Техните привърженици от 10-те комитата се събират в столицата Плиска, за да започнат бунт с цел да убият княза.
Потушаването на плановете за дворцов преврат от княз Борис е отразено в няколко първични исторически източника: „Отговори на папа Николай I по допитванията на българите", „Бертинските летописи" и „Продължител на Теофан“.
Според отговорите на папа Николай са избити всички 52 боили, вдигнали се на бунт, заедно със семействата им. Папата пише: „... и как вие, подготвени срещу тях със съдействието на божията сила, сте ги надвили от мало до голямо и заловили със собствените си ръце, пък и как всичките им първенци и по-знатни хора с целия им род били избити с меч, а не толкова знатните и по-малко видните не претърпели никакво зло...“.
Различно стои въпросът в Бертинските летописи, в чиято трета част архиепископ Хинкмар Реймски, съвременник на събитието, пише: „... Обаче царят наказал със смърт [само] петдесет и двама от болярите, които най-много бунтували народа против него, а на останалия народ позволил да си отиде навредим...“.
В писания през X век „Продължител на Теофан" се открива текстът: „... Когато станало известно, че се покръстил, той се намерил пред въстанието на целия свой народ. Като носел на гърдите си изображението на божия кръст, той с помощта на малко хора ги победил, а останалите направил християни не вече тайно, но напълно явно и с тяхно желание...“.
В съвременната българска историография преобладава мнението, че князът наказва със смърт както организаторите, така и техните близки – общо 52 рода.
Според някои изследователи обаче това убеждение е основано на неточен превод от латински на „Отговорите на папа Николай I“. Предлага се друг превод, според който и там става дума само за „52-ма наказани със смърт“.